# 海军上海博览馆

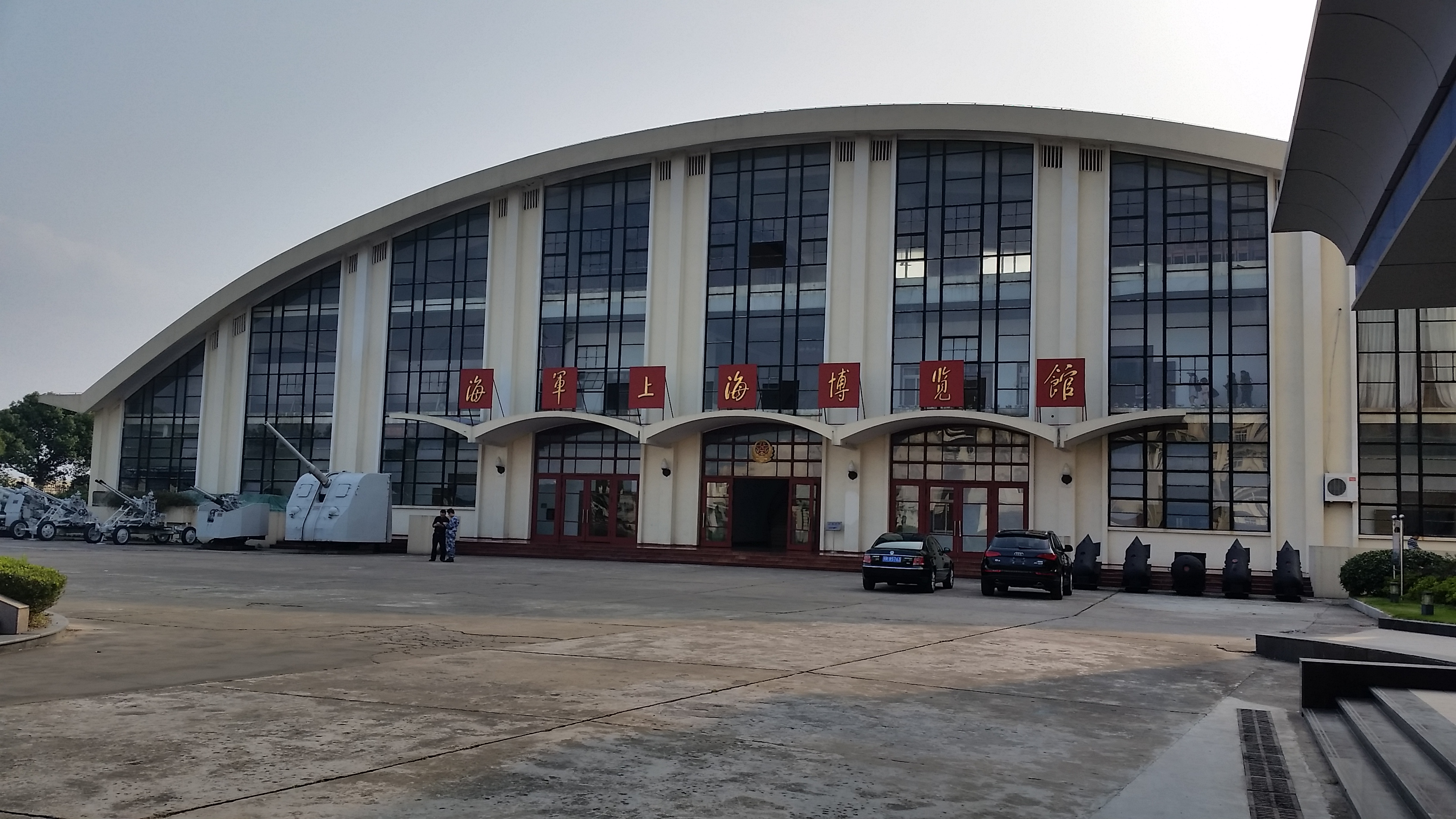
海军上海博览馆

海军上海博览馆地处上海市宝山区吴淞镇塘后路68号，在吴淞军港内，用以展示中国人民解放军海军历史发展，是全国爱国主义教育示范基地、全国中小学爱国主义教育基地、全国科普教育基地、全民国防教育基地。于1992年开馆，2017年后撤馆关闭。

## 历史
博览馆前身是1978年建成的长江舰纪念馆，长江舰是毛泽东视察海军时乘坐的军舰。1981年长江舰被拆解。
1991年，海军东海舰队在“长江舰纪念馆”原址创办海军上海博览馆。1992年11月，博览馆开馆，在开馆的第4天，时任中共中央总书记、中央军委主席江泽民参观展厅并题写了馆名。

## 参观信息
- 开放时间：周三至周日9:00-17:00，自2009年起免费开放。
- 公共交通：轨道交通3号线，公交51、101、952、116、90路。